# Вспольный переулок
Вспо́льный переулок (до 1922 — Гео́ргиевский) — переулок в Центральном административном округе города Москвы. Находится между Малой Никитской улицей и Спиридоновкой.

## Происхождение названия
Старое название произошло от Георгиевской церкви, стоявшей на углу с Малой Никитской улицей. Церковь, выстроенная в 1651 году и перестроенная предположительно В. И. Баженовым в стиле раннего классицизма в XVIII веке, носила название «великомученика Георгия Победоносца, что на Всполье» и была разрушена в 1932—1933 годах. Вспольем или Спольем в Москве назывались незастроенные места рядом с городом, то есть начало полей за городской чертой. При переименовании в 1922 году Георгиевский переулок был назван Вспольным — для отличия от других одноимённых переулков, например, от Георгиевского переулка между Тверской и Большой Дмитровкой.

## История
В несохранившихся домах переулка жили искусствовед и переводчик А. М. Эфрос (№ 7), академик В. И. Вернадский (№ 17). В доме № 14 проходили собрания литературного кружка «Никитинские субботники». В доме № 8 с 1834 по 1957 год жили вышедший в отставку директор народных училищ Смоленской губернии Л. Ф. Людоговский и его потомки.

## Примечательные здания и сооружения

### По нечётной стороне
- № 1/28 — здание построено в 1884 году для городского головы С. А. Тарасова (архитектор В. Н. Карнеев), затем принадлежало семье Бакакиных—Миндовских. В 1909—1913 годах по заказу А. И. Бакакина архитектором А. Э. Эрихсоном к дому был пристроен двухэтажный объём с квартирами для сдачи внаём. В советское время в особняке жил Л. П. Берия. Ныне здесь находится посольство Туниса в России.
- № 3,  памятник архитектуры (региональный) — особняк А.В. Эджубова (1889, архитектор Р. И. Клейн)[1].
- № 5, стр. 1,  памятник архитектуры (региональный) — особняк (в основе — главный дом городской усадьбы, 1859; 1893; 1901, гражданский инженер Н. В. Султанов, архитектор И. Г. Кондратенко)[1]. Флигель построен в 1883 году по проекту архитектора И. Ф. Червенко.
- № 9,  памятник архитектуры (региональный) — особняк И. И. Миндовской (1913, архитектор Ф. О. Шехтель). В 1919 году здесь размещался Верховный революционный трибунал, в 20-е — 30-е годы жил председатель трибунала, позднее — прокурор РСФСР, народный комиссар юстиции СССР Н. В. Крыленко, обвинитель на сталинских судебных процессах. Сейчас особняк принадлежит посольству Индии в России. До 1913 года здесь находился дом, в котором в 1900—1902 годах жил театральный режиссёр В. И. Немирович-Данченко[2].
- № 13 — небольшой купеческий деревянный дом (1864). В 1900—1913 годах здесь размещалась редакция журнала «Вопросы философии и психологии».
- № 17 — доходный дом Н. М. Поповой (1911, архитектор Н. Г. Лазарев). 24 мая 2015 года на здании в рамках проекта «Последний адрес» были установлены таблички в память о репрессированных жильцах, научном сотруднике архива Д. В. Саттерупе и художнике Р. М. Семашкевиче.
- № 19 — доходный дом (1911—1912, архитектор П. В. Яковлев).
- № 21,  памятник архитектуры (региональный) — главный дом городской усадьбы Е. П. Мочаловой — В. Г. Малича (1857, 1888, перестроен в 1906—1910 годах И. В. Жолтовским[3])[1]. Сейчас здесь размещается Театр «на досках». Правая часть здания — конюшня А. П. Никитиной (1902—1903, архитектор Ф. Н. Кольбе).
- Сквер с фонтаном и аркой, выходящей на Садовую-Кудринскую улицу.

### По чётной стороне
- № 2 (№ 24 по Малой Никитской) — «Дом радиовещания и звукозаписи» (проект А. Н. Земского и А. Г. Туркенидзе). Построен на месте снесённой церкви великомученика Георгия на Всполье.
- № 4/24,  памятник архитектуры (вновь выявленный объект) — городская усадьба А. Зерщикова (1870-е)[1].
- № 6 — здание средней школы № 20 (1958)[1], ныне — центр образования № 1239 с углублённым изучением английского языка. В 1965 году во дворе школы был установлен памятник Наташе Качуевской, ушедшей добровольно на фронт и погибшей в бою 20 ноября 1942 года (скульптор Л. Л. Островская). В 1984 году в здании школы проходили съёмки фильма "Гостья из будущего". В разное время школу посещали Ю. А. Гагарин, В. А. Третьяк, в октябре 1994 года её посетила королева Великобритании Елизавета II.
- № 6, стр. 3,  памятник архитектуры (региональный) — жилой дом Людоговских (1830; 1887; 1902; 1913, архитектор М. И. Никифоров)[1].
- № 10 — в начале XX века в доме по этому адресу проживала София Ивановна Ашинова (урожд. Ханенко), вдова искателя приключений, атамана вольных казаков, руководителя первой духовной миссии в Абиссинию (1888—1889) Николая Ивановича Ашинова. Существующее здание построено в 1964 году[1].
- № 14 — доходный дом (1913, архитектор А. Д. Чичагов). Здесь жил герой фильма «Где находится нофелет» Паша.
- № 16, стр. 1, 2 — девятиэтажные жилые дома (1963—1965[1]). Ранее здесь проживала актриса Н. Н. Кустинская. В доме № 16, стр. 2 жил военный деятель С. П. Денисов[4].
- № 18 стр. 1,  ЦГФО — доходный дом (1900, архитектор С. М. Гончаров)[1].
- № 18 стр. 2,  ЦГФО — жилой дом (1830-е, перестроен в 1870-е)[1].
- № 20/25 — доходный дом (1911—1913, архитектор К. К. Альбрехт).

## Переулок в произведениях литературы и искусства
- В расположенной во Вспольном переулке 20-й школе и вокруг по всему переулку и прилегающим Спиридоновке и Ермолаевскому переулку снимались эпизоды художественного фильма «Гостья из будущего» .

- В фильме «Где находится нофелет?» по Вспольному переулку проходит маршрут автобуса № 21, добираясь на котором до работы, главный герой регулярно видит женщину своей мечты[5].